# 布爾滕湖
53°4′26″N 8°57′44″E / 53.07389°N 8.96222°E

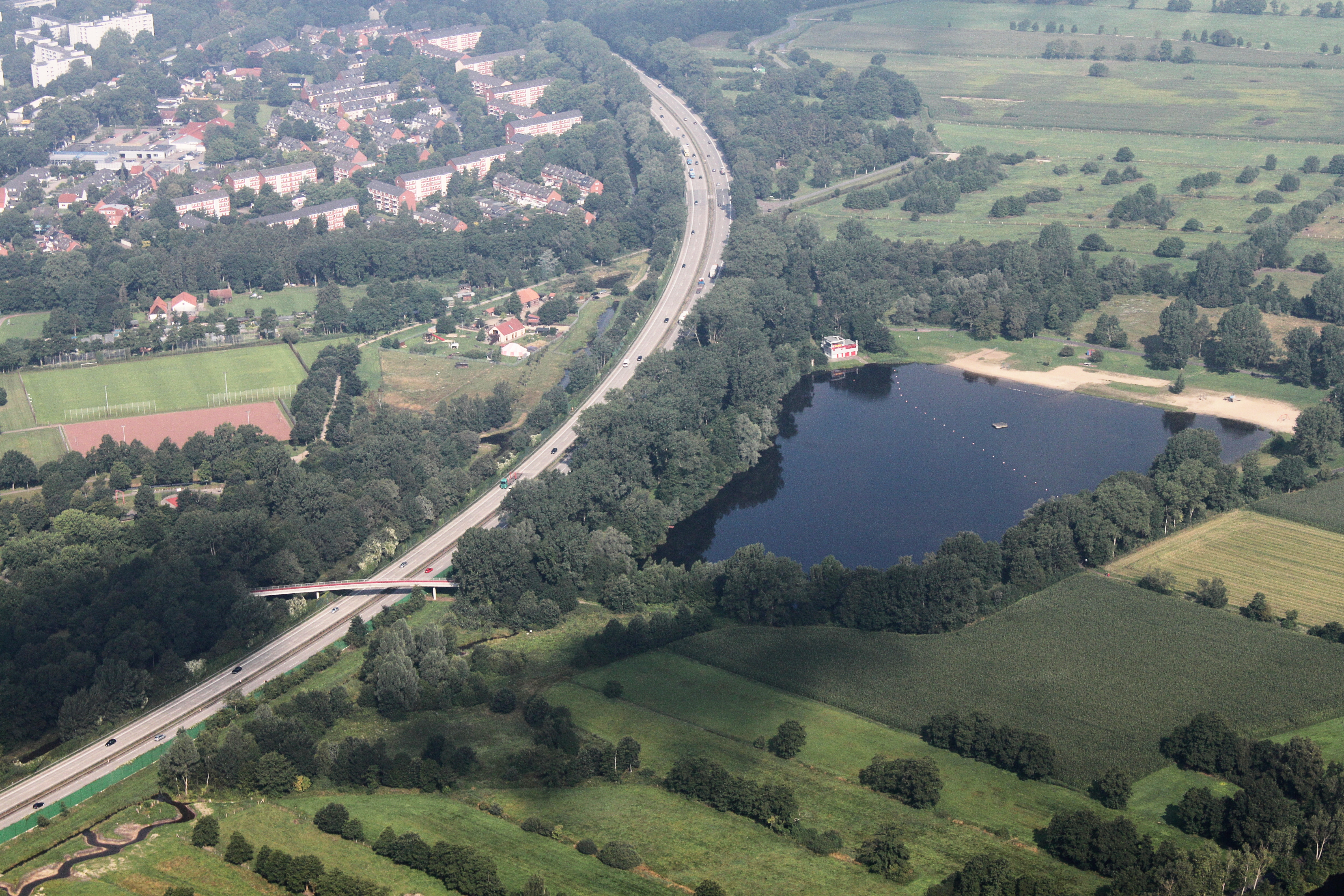

布爾滕湖（德語：Bultensee），是德國的湖泊，位於該國西北部，由不來梅州負責管轄，面積0.05平方公里，平均水深7米，最大水深11米，水體容量50萬立方米。